# Quadrilateral wesleyano

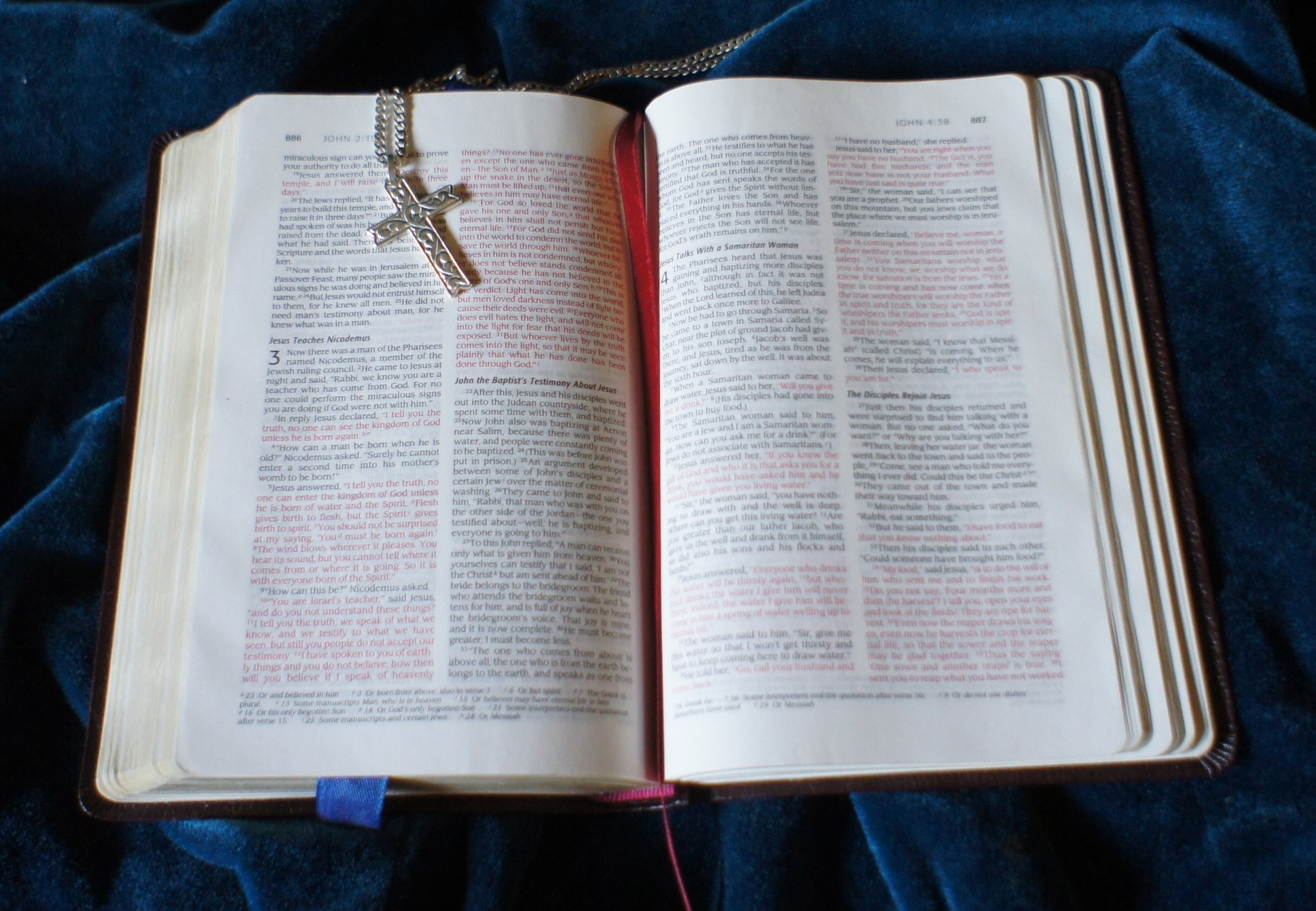
La Biblia o Escritura es la fuente primaria de la autoridad teológica del Quadrilateral.

El Quadrilateral wesleyano o Quadrilateral metodista es una metodología para la reflexión teológica que acredita a John Wesley , líder del movimiento metodista a finales del siglo XVIII. El término mismo fue acuñado por el académico metodista de los Estados Unidos del siglo XX, Albert C. Outler.
Este método basó su enseñanza en cuatro fuentes como base del desarrollo teológico y doctrinal. Estas cuatro fuentes son la escritura, la tradición, la razón y la experiencia cristiana.

## Descripción

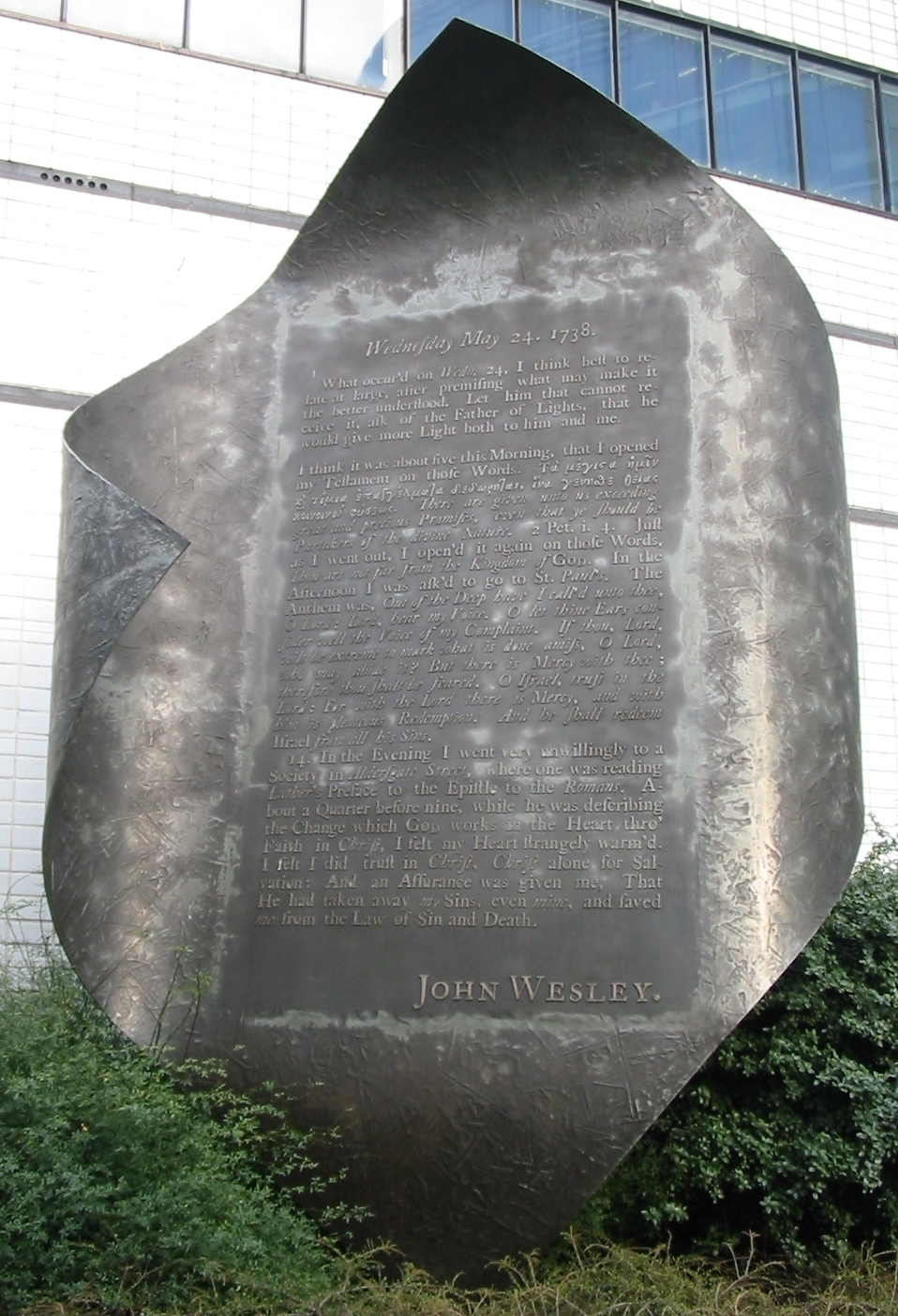
La experiencia personal es una fuente adicional de autoridad. En el Memorial se recuerda la conversión y la experiencia de seguridad de John Wesley.

Al examinar el trabajo de Wesley, Outler teorizó que Wesley utilizó cuatro fuentes diferentes para llegar a conclusiones teológicas. Wesley creyó, en primer lugar, que el núcleo vivo de la fe cristiana se reveló en «la escritura» o Biblia como la única fuente fundacional. La posición central de la escritura era tan importante para Wesley que se nombró a sí mismo Homo unius libri. Sin embargo, la doctrina tenía que estar de acuerdo en la «tradición ortodoxa cristiana». Así, la tradición se convirtió desde su punto de vista en el segundo aspecto del llamado Quadrilàteral. Además, creyendo, como él, que la fe es más que meramente un reconocimiento de ideas, Wesley como teólogo práctico, sostuvo que una parte de la verdad se vivifica en la experiencia personal de los cristianos -en general, no individualmente-, si fuera realmente verdad, y toda doctrina debe ser capaz de ser defendida «racionalmente», no se puede divorciar la fe de la razón. La tradición, la experiencia y la razón, sin embargo, están sujetos siempre a la Escritura, que es primaria.
Cada una «de las patas» del cuadrilátero wesleyano debe ser tomada en equilibrio, y ninguna de las otras tres aparte de las Escrituras debe ser vista como de igual valor o autoridad con las Escrituras. Ninguna de estas debe ser tomada aisladamente sin efectos de equilibrio de las otras, y siempre la Escritura debe tener el lugar central de la autoridad.

## Aplicación
En la práctica, al menos una denominación cristiana basada en la enseñanza de Wesley, la Iglesia Metodista Unida, afirma que: «Wesley creía que el núcleo vivo de la Fe cristiana se revelaba en la Escritura, iluminada por la tradición, vivificada en la experiencia personal y confirmada por la Escritura, sin embargo primaria, revelando la Palabra de Dios en la medida en la que es necesaria para nuestra salvación».
Wesley veía sus cuatro fuentes de autoridad no únicamente como prescriptivas de cómo habían de formar su teología, sino también como descriptivas de cómo casi cualquier persona forma la teología. Como observador astuto del comportamiento humano y pragmático, la aproximación de Wesley al cuadrilátero fue sin duda fenomenológica, describiendo de una manera práctica como las cosas realmente funcionan en la experiencia humana real. Así, cuando Wesley habla de «Tradición», no se refiere simplemente a la antigua tradición de la Iglesia y los escritos de los grandes teólogos y Padres de la Iglesia de los días pasados, sino también de las influencias teológicas inmediatas y actuales que contribuyen a la comprensión de Dios y de la teología cristiana. La "tradición" puede incluir influencias tales como las creencias, los valores y la instrucción de la familia y de la educación. También puede incluir las diversas creencias y valores que uno encuentra y que tienen un efecto en la comprensión de la Escritura.
En la comprensión metodista unida, tanto los laicos como el clero participan en «nuestra labor teológica». La tarea teológica es el esfuerzo continuo de vivir como cristianos en medio de las complejidades de un mundo secular. El cuadrilátero de Wesley hace referencia en el metodismo como «nuestras directrices teológicas» y se le enseña a sus pastores en el seminario como el método fundamental para la interpretación de las Escrituras y obtener una guía para las cuestiones morales y dilemas que afrontan en la vida diaria.